# 竹聯幫愛堂
竹聯幫愛堂，是台灣廣域性黑社會組織竹聯幫的直系堂口（黑社會團體），活動於北部地區，以台灣新北市中和區及永和區為主要據點，總成員數不明。

## 略歷
1980年代，竹聯幫開始著手將組織企業化，並在1982年陸陸續續設立完成最初八大分堂，愛堂為其中之一，由綽號「文仔」李文智擔任堂主。李文智因案出走後，由綽號「扣頭」劉振南代為執掌愛堂事務。
1984年，台灣政府施行一清專案，以竹聯幫為主強力掃蕩黑幫勢力，堂主劉振南因此入獄。
2007年，竹聯幫精神領袖陳啟禮逝世，前堂主劉振南為引靈扶棺的八大老之一。
2010年11月，國民黨榮譽主席連戰之子連勝文替議員選舉站台時遭黑社會份子綽號「馬面」之男子槍擊，前堂主劉振南意外阻止對方，成為連勝文的救命恩人，因而一夕躍升為全國話題人物。該槍擊案也意外爆發出竹聯幫堂口內部不和睦的問題。也讓原本行事低調的愛堂聲名大噪。

## 歷任堂主
- 首任：「文仔」李文智
- 二任：「扣頭」劉振南
  - 副堂主：「紅啤」張恕隆、「冬瓜」江裕弘
- 三任：呂芳志